# Ходіш (Арад)
Ходіш (рум. Hodiș) — село у повіті Арад в Румунії. Входить до складу комуни Бирса.
Село розташоване на відстані 382 км на північний захід від Бухареста, 58 км на схід від Арада, 128 км на захід від Клуж-Напоки, 90 км на північний схід від Тімішоари.

## Населення
За даними перепису населення 2002 року у селі проживали 199 осіб. Рідною мовою 198 осіб (99,5%) назвали румунську.
Національний склад населення села:
| Національність | Кількість осіб | Відсоток |
| -------------- | -------------- | -------- |
| румуни         | 178            | 89,4%    |
| угорці         | 11             | 5,5%     |
| цигани         | 9              | 4,5%     |